# 파라무시르뒤쥐
파라무시르뒤쥐(Sorex leucogaster)는 땃쥐과에 속하는 포유류의 일종이다. 러시아의 토착종이다. 자연서식지는 온대 숲이다. 서식지 감소로 멸종 위협을 받고 있다.